# 1714
Епоха великих географічних відкриттів •  Перша наукова революція •  Глухівський період в історії Гетьманщини

## Геополітична ситуація

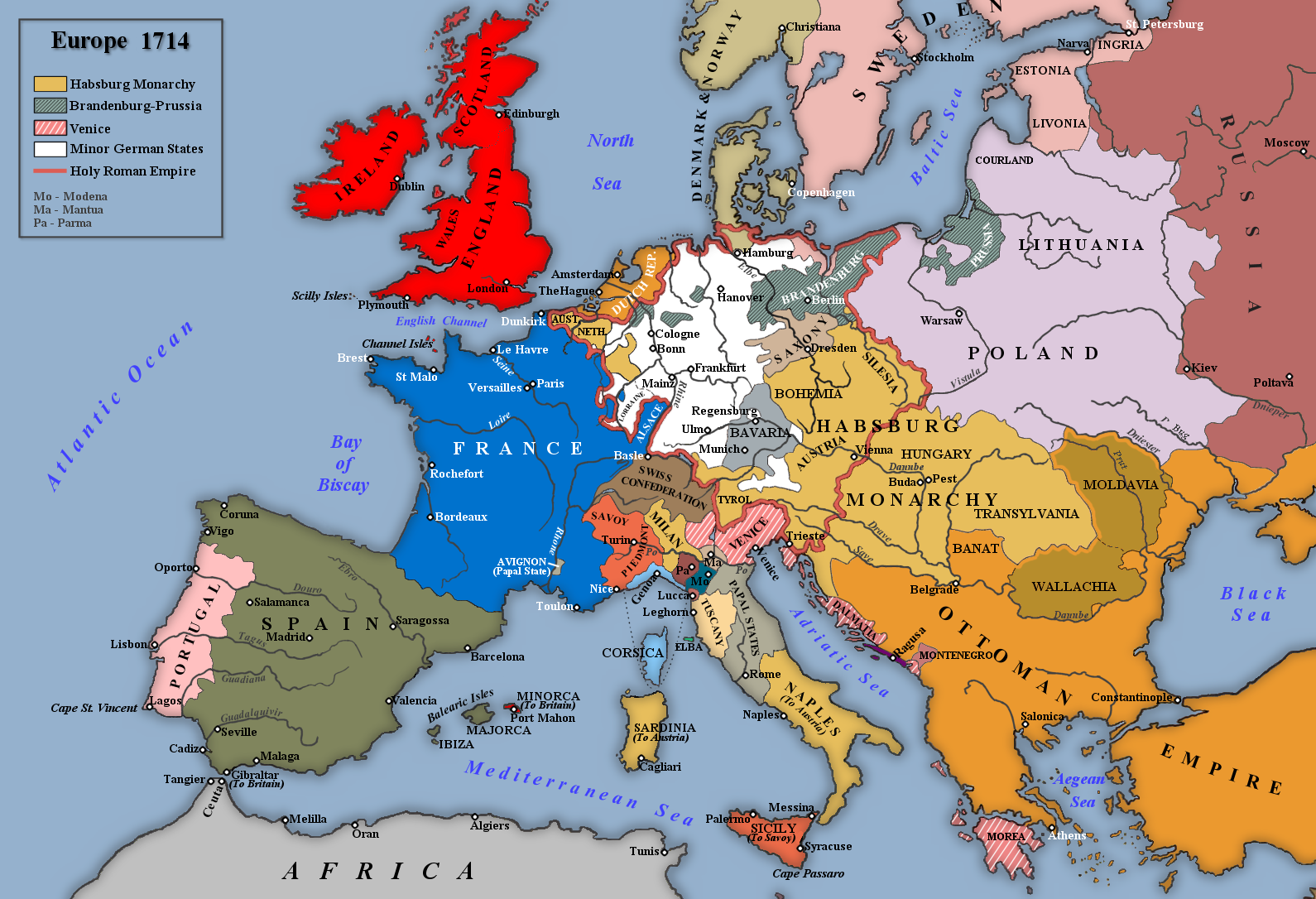
Політична мапа Європи після Утрехського миру

Османську імперію очолює Ахмед III (до 1730). Під владою османського султана перебувають Близький Схід та Єгипет, Середземноморське узбережжя Північної Африки, частина Закавказзя, значні території в Європі: Греція, Болгарія і Сербія. Васалами османів є Волощина та Молдова.
Священна Римська імперія — наймогутніша держава Європи. Її територія охоплює, крім німецьких земель, Угорщину з Хорватією, Трансильванію, Богемію, північ Італії. Її імператор — Карл VI Габсбург (до 1740). Король Пруссії — Фрідріх-Вільгельм I (до 1740).
На передові позиції в Європі вийшла Франція, на троні якої сидить король-Сонце Людовик XIV (до 1715). Франція має колонії в Північній Америці та Індії.
Король Іспанії — Філіп V з династії Бурбонів (до 1746). Королівству Іспанія належать Іспанські Нідерланди, південь Італії, Нова Іспанія, Нова Гранада та Нова Кастилія в Америці, Філіппіни. Королем Португалії є Жуан V (до 1750). Португалія має володіння в Бразилії, в Африці, в Індії, в Індійському океані й Індонезії.
Північ Нідерландів займає Республіка Об'єднаних провінцій. Вона має колонії в Північній Америці, Індонезії, на Формозі та на Цейлоні. На британському троні Анну Стюарт змінив Георг I (до 1727). Британія має колонії в Північній Америці, на Карибах та в Індії. Король Данії та Норвегії — Фредерік IV (до 1730), король Швеції — Карл XII (до 1718). На Апеннінському півострові незалежні Венеціанська республіка та Папська область. у Речі Посполитій королює Август II Сильний (до 1733). У Московії царює Петро I (до 1725).
Україну розділено по Дніпру між Річчю Посполитою та Московією. Гетьман України  — Іван Скоропадський. Пристановищем козаків є Олешківська Січ. Існує Кримське ханство, якому підвладна Ногайська орда.
В Ірані правлять Сефевіди.
Значними державами Індостану є Імперія Великих Моголів, Імперія Маратха. У Китаї править Династія Цін. У Японії триває період Едо.

## Події

### В Україні
- Іван Малашевич змінив Костя Гордієнка як кошовий отаман Війська Запорозького.

### У світі
- Раштаттський мир між Францією та Австрією завершив Війну за іспанську спадщину.
- 18 вересня до Лондона прибув Георг — новий король Великої Британії з Ганноверської династії.
- Іспанські Нідерланди відійшли до Австрії і стали називатися Австрійськими Нідерландами.
- Російський флот здобув першу для себе перемогу в Гангутській битві.
- Війна за іспанську спадщину: Барселона здалася після довгої облоги французькими та іспанськими військами.
- Почалася венеційсько-турецька війна.

### Наука та культура
- Бернард де Мандевіль опублікував «Байку про бджіл», в якій ратував за корисність для суспільства моральних вад.
- Парламент Великої Британії встановив винагороду за метод точного визначення довготи.
- У Санкт-Петербурзі відкрито Кунсткамеру.
- Джованні Марія Ланчізі опублікував анатомічні гравюри Бартоломео Євстахія.
- Брук Тейлор опублікував роботу про центр гойдання.
- Роджер Котс опублікував «Логометрику», де дав перше доведення формули Ейлера й побудував логарифмічну спіраль.

## Народились
див. також Категорія:Народились 1714
- 2 липня — Глюк Кристоф Віллібальд, німецький композитор
- 17 липня — Александер Готліб Баумгартен, німецький філософ

## Померли
див. також Категорія:Померли 1714